# Weaver (Alabama)
Pour les articles homonymes, voir Weaver.
Weaver est une ville américaine située dans le comté de Calhoun en Alabama.
Selon le recensement de 2010, Weaver compte 3 038 habitants. La municipalité s'étend sur 3,47 milles carrés (8,99 km2), exclusivement des terres.

## Démographie
| 1950 | 1960 | 1970 | 1980 | 1990 | 2000  | 2010  | - |
| ---- | ---- | ---- | ---- | ---- | ----- | ----- | - |
| 74   | 140  | 209  | 276  | 271  | 2 768 | 3 038 | - |